# Gal Alberman
Gal Alberman (hebr. ‏גל אלברמן‎; ur. 17 kwietnia 1983 w Petach Tikwie) – izraelski piłkarz grający na pozycji pomocnika, reprezentant kraju.

## Kariera klubowa
Jest wychowankiem Maccabi Petach Tikwa. W barwach pierwszego zespołu tego klubu grał w latach 2000–2005. Od 1 lipca 2005 do 1 stycznia 2006 był piłkarzem hiszpańskiego CD Tenerife, po czym odszedł do Beitaru Jerozolima. W 2008 roku został wybrany najlepszym piłkarzem roku w Izraelu. 1 lipca 2008 został zawodnikiem niemieckiej Borussii Mönchengladbach. W Bundeslidze zadebiutował 17 sierpnia 2008 w przegranym 1:3 meczu z VfB Stuttgart. Grał w nim do 79. minuty, po czym został zmieniony przez Sebastiana Svärda. 1 lipca 2010 odszedł za 180 tysięcy euro do Maccabi Tel Awiw. W latach 2013–2015 trzykrotnie zdobył z tym klubem mistrzostwo kraju. Po zakończeniu sezonu 2016/2017 odszedł na zasadzie wolnego transferu do Maccabi Hajfa.
W czerwcu 2019 ogłosił zakończenie kariery.

## Kariera reprezentacyjna
W reprezentacji Izraela zadebiutował 20 listopada 2002 w wygranym 3:2 towarzyskim meczu z Macedonią.